# 王秋桂
王秋桂，台灣戲劇文學、文化人類學、漢學研究者，編有《目連戲專輯》、《梨園戲專輯》、《儺戲儺文化專輯》等書。
國立台灣大學外國語文學系學士、碩士研究生畢業，英國劍橋大學博士。
得學士學位後留校任助教，後升講師、副教授、正教授，1986年應美國普林斯頓大學聘而離開台大。
1989年從美國回到台灣，在新竹市國立清華大學教書，直到退休，得到該校授予榮譽教授（榮休教授；Professor Emeritus）稱號。
他在台師承俞大綱等教授，後留學劍橋學習人類學，是台灣運用西方文化人類學理論研究戲曲的先行者，並將多篇英美漢學論文譯為漢文。
2001年在政治學學者朱雲漢教授邀請下，擔任財團法人蔣經國國際學術交流基金會副執行長，直至後來交由外交學者陳純一教授繼任。